# Cichorium
- Commons
- Wikispecies

Cichorium é um género botânico pertencente à família Asteraceae, cujas espécies são vulgarmente designadas chicórias ou endívias, existindo duas espécies que são cultivadas, com numerosos cultivares. Existe grande confusão relativamente às designações vulgares, as quais são frequentemente trocadas.

## Espécies e variedades
- Cichorium endivia - a endívia verdadeira é uma espécie cultivada para utilização em saladas. Possui um sabor ligeiramente amargo e são-lhe atribuídas propriedades medicinais; também muitas vezes designada chicória. A escarola (também chicória-lisa) - Cichorium endivia var. latifolium e a endívia-frisada (também chicória-frisada) - Cichorium endivia var. crispum são endívias verdadeiras.
- Cichorium intybus - a chicória comum  é uma erva arbustiva perene com flores azuis. Cresce selvagem na Europa, donde é nativa, e na América do Norte, onde se naturalizou. Se cultivada pelas suas folhas, utilizam-se as variedades conhecidas como almeirão (chicória-amarga) (Cichorium intybus var. intybus), chicória-de-bruxelas (também endívia-belga ou endívia-francesa) (Cichorium intybus var. foliosum) e chicória-italiana (com folhas de tons vermelhos, radicchio, variegato di Castelfranco, etc.). Outras variedades são cultivadas pelos seus tubérculos, como a Cichorium intybus var. sativum, que é utilizada na produção de substitutos do café.

## Classificação do gênero
| Sistema | Classificação                               | Referência               |
| ------- | ------------------------------------------- | ------------------------ |
| Linné   | Classe Syngenesia, ordem Polygamia aequalis | Species plantarum (1753) |